# Lichmera alboauricularis
Lichmera alboauricularis là một loài chim trong họ Meliphagidae.